# Milltown (Montana)
Milltown és una àrea no incorporada al Comtat de Missoula, Montana, Estats Units. Milltown és al costat de les vies Interestatal 90 i l'autopista MT 200; i a 8,9 km (5,5 milles) a l'est del centre de la ciutat de Missoula. La comunitat té una oficina de correus, amb ZIP code 59851.